# Gavoi
Gavoi (sardisk: Gavòi) er en by og en kommune (comune) i provinsen Nuoro i regionen Sardinien i Italien. Byen ligger i 777 meters højde og har 2.664 indbyggere (2016). Kommunen har et areal på 38,06 km² og grænser til kommunerne Fonni, Lodine, Mamoiada, Ollolai og Ovodda.